# 크리스 프롱거
크리스토퍼 로버트 "크리스" 프롱거(영어: Christopher Robert "Chris" Pronger, 1974년 10월 10일~)는 캐나다의 은퇴한 아이스하키 선수로 포지션은 수비수이다. 현역 시절에는 내셔널 하키 리그(NHL)의 클럽인 하트퍼드 훼일러스, 세인트루이스 블루스, 에드먼턴 오일러스, 애너하임 덕스. 필라델피아 플라이어스, 애리조나 카이오티스에서 뛰었다.